# San Giorgio a Bibbiano
San Giorgio a Bibbiano è una località del comune italiano di Cascina, nella provincia di Pisa, in Toscana.

## Geografia fisica
San Giorgio a Bibbiano è situato nella piana dell'Arno e si sviluppa a sud della strada statale 67 Tosco-Romagnola tra Pisa e Cascina. La località si trova inglobata nel tessuto della vasta area urbana di Pisa e confina senza soluzione di continuità con le frazioni di San Prospero, San Frediano a Settimo e San Lorenzo a Pagnatico.
Quanto al nome e alla  sua origine, a parte il ruolo evidente della Chiesa di San Giorgio, l'appellativo Bibbiano può rimandare a diverse sorgenti etimologiche. Di chiara matrice latina (non mente in tal senso il suffisso "anum" cospicuamente rappresentato nell'area, da insediamenti quali Musigliano, Visignano, Laiano), la sua genesi non appare, o almeno non ci risulta, come univocamente definita. Il nome Bibbiano potrebbe da un lato riferisrsi all'antico assegnatario di queste terre: un Baebius (ovvero Bebio, appartenente alla gens Bebia). Ma d'altro canto, non è da scartare un'scendenza affine a quella di un altro Bibbiano: quello di Buonconvento (nel senese), derivante dal termine "bibbio" variante di fischione, uccello acquatico frequentatore di numerose zone della Toscana, compresa appunto quella attorno a Pisa. 
La località dista poco più di 4 km dal capoluogo comunale e circa 13 km da Pisa.

## Storia
San Giorgio a Bibbiano ha origini alto-medievali, infatti la prima menzione di questa località risale ad un atto livellario del 12 aprile 970 redatto da Alberico, vescovo di Pisa. Appartenente al piviere di San Casciano, è ricordata in alcune carte del monastero benedettino di San Paolo a Ripa d'Arno del XII secolo. La località contava 650 abitanti nel 1833.

## Monumenti e luoghi d'interesse

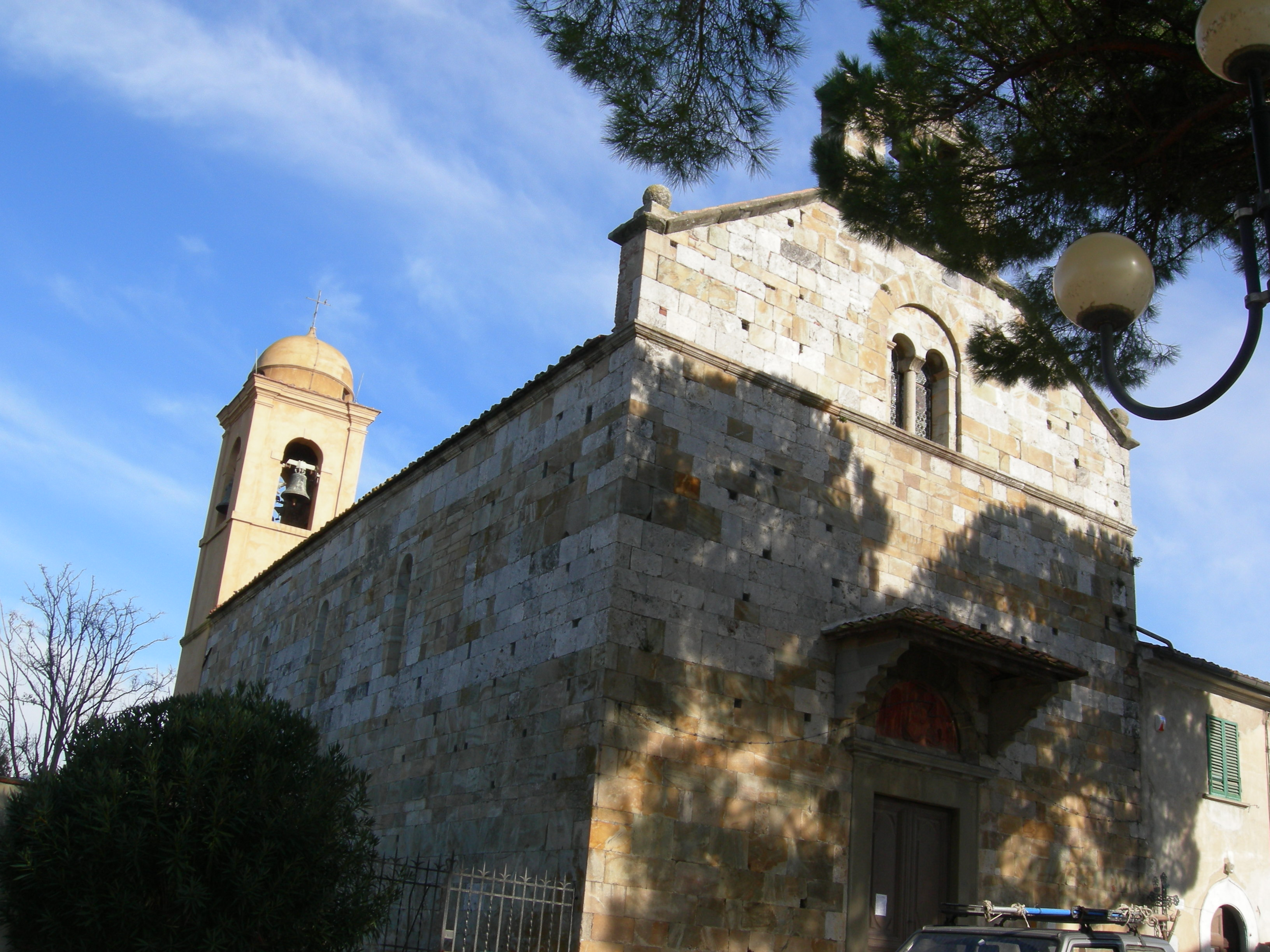
La chiesa di San Giorgio

### Architetture religiose
- Chiesa di San Giorgio, chiesa parrocchiale della località, è ricordata a partire dal 1217.[6] Lo stile della chiesa è il tipico romanico pisano:[3] il materiale utilizzato nella costruzione della chiesa, costituita da blocchi regolari alternati, è calcare cavernoso e verrucano.[6] L'edificio religioso è costituito da una sola navata di grandi dimensioni, e presenta le particolarità di avere la facciata rivolta a sud.[3][6]

### Architetture civili
- Villa Baldovinetti, poi Zalum, situata sulla via Tosco-Romagnola, è una storica residenza padronale appartenuta alla famiglia fiorentina dei Baldovinetti, poi acquistata dagli Zalum di Livorno nel 1863.[7][8]

- Villa Del Torto, situata nei pressi della chiesa, è caratterizzata da una facciata decorata in stile neoclassico.[3]